# Parafia Chrystusa Odkupiciela Człowieka w Krakowie
Parafia Chrystusa Odkupiciela Człowieka w Krakowie – parafia rzymskokatolicka należąca do dekanatu Kraków-Krowodrza archidiecezji krakowskiej na Prądniku Białym przy ulicy Generała Kiwerskiego.

## Historia parafii
Parafia została utworzona w 2004 r. Kościół parafialny w budowie od 2006 r., pobłogosławiony w 2007 r.

## Zasięg parafii
Do parafii należą wierni z Krakowa mieszkający przy ulicach: Bliska, Bukietowa, Chabrowa, Chmurna (od Jasnogórskiej do Łokietka), Chełmońskiego (od Jasnogórskiej do wiaduktu Weissa), Conrada (parzyste), Gawliny, Gdyńska, Jasnogórska, (parzyste od linii biegnącej poziomo koło stadionu LKS Tonianka), Jordanowska, Kaczmarczyka, Kasznicy, Kiwerskiego, Kalenkiewicza, Kukiela, Łokietka (od Opolskiej do Poziomkowej), Na Chałupkach, Nawigacyjna, Opolska (parzyste od wiaduktu Wiarusa), Piaskowa, Północna, Skrajna, Sosnowiecka (od Jasnogórskiej do Chełmońskiego), Stawowa (od Jasnogórskiej do Chełmońskiego), Stelmachów (od Jasnogórskiej do Opolskiej), Tomkowicza, Tumanowicza, Wewnętrzna, Wiarusa (od Pękowickiej do Łokietka), Wilczyńskiego i Zaorana.